# Paul Kilderry
Paul Kilderry (Perth, 11 aprile 1973) è un ex tennista australiano.

## Carriera
In carriera ha vinto 3 titoli di doppio. Nei tornei del Grande Slam ha ottenuto il suo miglior risultato raggiungendo i quarti di finale di doppio misto agli US Open nel 1996, in coppia con la francese Sandrine Testud.

## Statistiche

### Doppio

#### Vittorie (3)
| Numero | Anno           | Torneo                            | Superficie  | Compagno         | Avversari in finale                 | Punteggio     |
| 1.     | 22 giugno 1996 | Wilkinson Championships, Rosmalen | Erba        | Pavel Vízner     | Anders Järryd Daniel Nestor         | 7-5, 6-3      |
| 2.     | 3 agosto 1997  | Dutch Open, Amsterdam             | Terra rossa | Nicolás Lapentti | Andrew Kratzmann Libor Pimek        | 3-6, 7-5, 7-6 |
| 3.     | 30 luglio 2000 | Countrywide Classic, Los Angeles  | Cemento     | Sandon Stolle    | Jan-Michael Gambill Scott Humphries | forfait       |

### Doppio

#### Finali perse (2)
| Numero | Anno           | Torneo                                     | Superficie | Compagno        | Avversari in finale            | Punteggio     |
| 1.     | 16 luglio 1995 | Hall of Fame Tennis Championships, Newport | Erba       | Nuno Marques    | Jörn Renzenbrink Markus Zoecke | 1-6, 2-6      |
| 2.     | 14 luglio 1996 | Hall of Fame Tennis Championships, Newport | Erba       | Michael Tebbutt | Marius Barnard Piet Norval     | 7-6, 4-6, 4-6 |